# Каменцев, Александр Николаевич
Алекса́ндр Никола́евич Каменцев (род. 18 февраля 1965, Кавказский район, Краснодарский край) — российский футболист, нападающий.

## Карьера
На детском уровне организованно футболом не занимался. Несколько лет выступал за команды из Кропоткина в первенстве Краснодарского края по футболу.
В 1991 году перешёл в «Венец» Гулькевичи, где играл его партнер по кропоткинскому «Локомотиву» Сергей Лебеденко. За команду играл на протяжении 12 лет до момента её расформирования. Всего в первенствах России на профессиональном уровне провёл 380 игр и забил 95 мячей.
Завершил свою карьеру в 37 лет.